# 临城镇 (上杭县)
临城镇，是中华人民共和国福建省龙岩市上杭县下辖的一个乡镇级行政单位。

## 行政区划
临城镇下辖以下地区：
城东社区、城北社区、城西社区、城南社区、石砌村、白玉村、古石村、九洲村、玉女村、新塘村、宫桥村、水西村、富古村、西陂村、西郊村、西南村、土埔村、黄竹村、龙翔村、璜岗村、六甲村、上登村、新丰村和同康村。